# I Like to Move It
I Like to Move It è un singolo dance/house del gruppo musicale statunitense Reel 2 Real (Erick Morillo), che ha visto la partecipazione vocale del rapper trinidadiano The Mad Stuntman (Mark Quashie). La canzone entrò nella Billboard Hot 100 nel 1994, raggiungendo la posizione 89, la quinta nella Official Singles Chart, e la ottava nella classifica Hot Dance Music/Club Play.

## Utilizzo nei media
La canzone negli anni è stata utilizzata per diverse promozioni, fra cui le campagne pubblicitarie della National Basketball League in Australia, e dei preservativi Durex. L'utilizzo più recente del brano, e probabilmente il più ricordato, è stato nel film Madagascar del 2005, così come nei suoi sequel Madagascar 2 del 2008 e Madagascar 3 - Ricercati in Europa del 2012, tutti e tre prodotti e distribuiti da DreamWorks.

## Cover
Una versione merengue è stata registrata nel 1995 dal duo Sandy y Papo con il titolo Mueve, Mueve. Nel 2001 è stato pubblicato un remix del brano curato dal DJ canadese MC Mario. In occasione del film Madagascar, la versione presente nella colonna sonora è stata interpretata da Sacha Baron Cohen (nella versione italiana, Mi piaci se ti muovi, è interpretata da Oreste Baldini, il doppiatore di Re Julien), e nello stesso anno ne è stata pubblicata una cover di Crazy Frog. Nel 2008 invece la canzone è stata interpretata da will.i.am per Madagascar 2. Ne esiste anche una versione cantata dal dj danese-iraniano DJ Alligator.

## Tracce
CD single
1. I Like to Move It (radio edit) – 3:52
2. I Like to Move It (more's instrumental) – 3:57

CD maxi
1. I Like to Move It (radio edit) – 3:52
2. I Like to Move It (UK vocal house remix) – 5:47
3. I Like to Move It (UK moody house remix) – 5:05
4. I Like to Move It (Reel 2 Reel dub) – 4:25

## Certificazioni
| Paese       | Certificazione  | Data            | Vendite |
| ----------- | --------------- | --------------- | ------- |
| France      | Disco d'oro     | 28 ottobre 1994 | 250,000 |
| Germania    | Disco d'oro     | 1994            | 150,000 |
| Paesi Bassi | Disco d'oro     | 1994            | 40,000  |
| Regno Unito | Disco d'argento | 1º marzo 1994   | 200,000 |

## Classifiche
| Classifica (1993/1994)             | Posizione più alta |
| ---------------------------------- | ------------------ |
| U.S. Billboard Hot Dance Club Play | 8                  |
| U.S. Billboard Hot 100             | 89                 |
| Australia                          | 6                  |
| Austria                            | 2                  |
| Paesi Bassi                        | 1                  |
| Francia                            | 1                  |
| Germania                           | 3                  |
| Irlanda                            | 5                  |
| Nuova Zelanda                      | 14                 |
| Svezia                             | 12                 |
| Svizzera                           | 4                  |
| Regno Unito                        | 5                  |